# نورث لوپ (مینیاپولیس)
نورث لوپ (به انگلیسی: North Loop) یک منطقهٔ مسکونی در ایالات متحده آمریکا است که در مینیاپولیس واقع شده‌است. نورث لوپ ۴٬۲۹۱ نفر جمعیت دارد.